# Шрекер, Франц
Франц Шре́кер (нем. Franz Schreker; 23 марта 1878, Монако — 21 марта 1934, Берлин) — австрийский и немецкий композитор.

## Жизнь и творчество
Шрекер родился в зажиточной семье придворного фотографа Игнаца Шрекера, чешского еврея по происхождению. Его мать Элеонора фон Клоссман принадлежала к старинной аристократической семье из Штирии. После смерти отца в 1888 году мать Шрекера окончательно обосновалась в Вене. В 1892 г. Шрекер поступил в Венскую консерваторию, где первоначально учился игре на скрипке у Сигизмунда Бахриха и Арнольда Розе, но затем перешёл в класс композиции Роберта Фукса, который и окончил в 1900 году.
В 1901 году одно из ранних сочинений Шрекера, Интермеццо для струнных, выиграло композиторский конкурс в Вене. В 1907—1920 гг. Шрекер возглавлял основанный им Филармонический хор, принявший участие в ряде важных премьер — прежде всего, в первом исполнении «Песен Гурре» Арнольда Шёнберга (1913), которым также дирижировал Шрекер. Премьера оперы «Дальний звон» (нем. Der ferne Klang) в 1912 году во Франкфурте-на-Майне заложило основу славы композитора. С 1912 года он руководил классом композиции в Венской академии музыки. В 1920—1932 годы Ф. Шрекер — директор Берлинской Высшей школы музыки, где также вёл класс композиции (среди учеников — Х. Шмидт-Иссерштедт).
В конце 1920-х годов Шрекер стал постоянной мишенью для нападок национал-социалистической прессы — несмотря на то, что сюжеты его музыкальных произведений не давали для этого ни малейшего повода. В 1932 году, вследствие угроз со стороны нацистов, композитор вынужден был отменить запланированную во Фрайбурге премьеру своей оперы Христофор (Christophorus). В том же году антисемитская кампания, развязанная профессором скрипки Густавом Хавеманом, заставила Шрекера уйти в отставку с поста директора Высшей школы музыки. В 1932—1933 годы он занимал должность руководителя магистерского класса в Прусской академии искусств. После того, как Шрекер был уволен нацистами со всех занимаемых постов, он скончался 24 марта 1934 года от инфаркта, последовавшего за инсультом.
В 1920-е годы Шрекер считался одним из крупнейших немецких оперных композиторов — после Р. Вагнера; его оперы ставились на сцене чаще, нежели произведения Р. Штрауса. Композитор следовал романтическому музыкальному стилю, сочетаемому с экспрессионистскими включениями. Характерны постоянные отклонения от общего гармонического течения мелодии введением в неё резких, путающих восприятие аккордов. За исключением двух опер, Шрекер является автором либретто всех своих больших работ. В его музыкальных сочинениях, обрисовке характеров его героев чувствуется влияние психоанализа З. Фрейда, поклонником которого был композитор.
После прихода к власти в Германии национал-социалистов композиции Шрекера были ими отнесёны к проявлениям т. н. дегенеративной музыки. Возрождение его творчества началось в конце 1970-х годов. Оперы Шрекера проходят на оперных сценах Берлина, Вены, Зальцбурга, Киля, Кемница и др.

## Семья
Был женат на певице-сопрано Марии «Мицци» Биндер. Сын и дочь эмигрировали в Австралию и Аргентину соответственно.

## Сочинения (избранное)

### Оперы и театрализованные представления
- 1901—1902: Пламя (Flammen) — 1 Akt. либретто: Dora Leen (?-1942[?]; наст. имя — Dora Pollock). Вперв. Вена 1902 (konzertant), Киль 2001 (szenisch)
- в 1903—1910: Дальний звон (Der ferne Klang) — опера в 3-х частях, либретто Франца Шрекера, вперв. 18 августа 1912, Франкфурт-на-Майне
- 1908—1912: Игрушка и принцесса (Das Spielwerk und die Prinzessin) — 2 Akte, Prolog, либретто Франца Шрекера, вперв. 15 марта 1913, Франкфурт-на-Майне/Вена
- 1911—1915: Меченые (Die Gezeichneten) — Oпера в 3-х частях, либретто Франца Шрекера, вперв. 18 апреля 1918, Франкфурт-на-Майне
- 1915: Игрушка (Das Spielwerk) (переработка Das Spielwerk und die Prinzessin) — 1 Akt, вперв. 30 октября 1920, Мюнхен
- 1915—1918: Кладоискатель (Der Schatzgräber) — опера с прелюдией, 4 Akten, эпилог, либретто Франца Шрекера, вперв. 21 января 1920, Франкфурт-на-Майне
- 1919—1922: Иррелоэ (Irrelohe) — опера в 3-х частях, либретто Франца Шрекера, вперв. 27 марта 1924, Кёльн
- 1924—1928: Поющий дьявол (Der singende Teufel) — опера в 4-х частях, либретто Франца Шрекера, вперв. 10 декабря 1928, Берлин
- 1924—1928: Христофор, или видение оперы (Christophorus oder Die Vision einer Oper) — пролог, 2 акта в 3-х картинах, эпилог, либретто Франца Шрекера, вперв. 1 октября 1978, Фрейбург
- 1929—1932: Гентский кузнец (Der Schmied von Gent) — опера в 3-х частях, по тексту Шарля де Костера, вперв. 29 октября 1932, Берлин
- 1933—1934: Мемнон (Memnon) (в набросках)

### Произведения для оркестра
- 1899: Скерцо
- 1900: Скерцо для струнного оркестра
- 1900: Интермеццо op.8, для струнного оркестра (позднее — часть Романтической сюиты)
- 1902—1903: Эккехард. симфоническая увертюра для большого оркестра и органа, op.12
- 1903: Романтическая сюита op.14
- 1904: Фантастическая увертюра op.15
- 1905: День рождения инфанты (Der Geburtstag der Infantin). Сюита по одноимённой сказке О.Уайльда для камерного оркестра
- 1908: Праздничный вальс и вальс-интермеццо
- 1908: Вальс
- 1908—1909: Танцевальная пьеса для большого оркестра
- 1909: Пьеса из оперы Далёкий звон (Der ferne Klang)
- 1913: Прелюдия к драме (из партий к опере Меченые (Die Gezeichneten))
- 1916: Kамерная симфония (также под названием Симфониетта)
- 1918: Симфоническое интермеццо из оперы Кладоискатель
- 1928: Малая сюита для камерного оркестра
- 1929—1930: 4 малые пьесы для большого оркестра
- 1933: Прелюдия к опере Мемнон (Memnon)

### Прочие муз. сочинения (избранное)
- 1898: Соната для скрипки и фортепиано
- 1899: Погребение короля Тейя (Феликс Дан) для мужского хора с оркестром
- 1900: Псалом № 116 для женского хора с оркестром op. 6
- 1902: Лебединая песня (Dora Leen) для хора с оркестром op.11
- 1909: Пять песен (оркестровая версия 1922)
- 1909: Ветер — пантомима для скрипки, виолончели, кларнета, рожка и фортепиано
- 1916: Оркестровка двух песен Хуго Вольфа
- 1923: Две ирландские песни (Уолт Уитмен, оркестровая версия 1929 под назв. О вечной жизни)
- 1932—1933: Жена Интаферна — мелодекламация (текст Эдуарда Штукена)
- 1933: Оркестровка Венгерской рапсодии № 2 Ференца Листа
- Песни (всего около 40)

### Утерянные сочинения
- 1896: Песнь любви, для струнного оркестра и арфы
- 1899: Симфония a-moll op.1